# Jens Kujawa
Jens Kujawa (* 28. Januar 1965 in Braunschweig) ist ehemaliger deutscher Basketballspieler.

## Laufbahn
Kujawa spielte als Kind Fußball, aufgrund von Kniebeschwerden folgte er dem ärztlichen Rat, mit dieser Sportart aufzuhören. Er spielte fortan Basketball bei TuRa Braunschweig. Kujawa wurde in die Auswahl des Niedersächsischen Basketballverbands berufen, später auch in die bundesdeutsche Jugendnationalmannschaft. Als 17-Jähriger erhielt er vom damaligen Trainer des Bundesligisten ASC 1846 Göttingen, Terence Schofield, das Angebot, ihm einen einjährigen Aufenthalt an einer Schule in den Vereinigten Staaten zu ermöglichen und anschließend in Göttingen zu spielen. Kujawa nahm dieses an, nahm kurzzeitig am Training der Göttinger Bundesligamannschaft teil und ging 1982 an die Sehome High School nach Bellingham (Bundesstaat Washington), für die er 1982/83 spielte. Anschließend entschloss er sich in Absprach mit dem damaligen Trainer der deutschen Juniorennationalmannschaft, Bernd Röder, zum Verbleib in den USA. 1983/84 spielte er an der Taylorville High School in Illinois, hatte dort großen Erfolg, war bester Korbschütze der Mannschaft und wurde später in die Sportruhmeshalle der Schule aufgenommen.
Im Sommer 1984 nahm Kujawa mit der bundesdeutschen Auswahl an der Junioren-Europameisterschaft in Schweden teil und erzielte 8,6 Punkte je Begegnung. Er erhielt Angebote von mehreren namhaften Hochschulen aus den Vereinigten Staaten, darunter auch University of California, Berkeley und University of Maryland, entschied sich aber für die University of Illinois in Urbana, bei der er von 1985 bis 1988 spielte, nachdem er in der Saison 1984/85 ausgesetzt hatte. An der Hochschule war zeitweise sein Landsmann Olaf Blab sein Mitspieler und Konkurrent auf der Innenposition, ehe Blab die Hochschule wechselte. Das damalige Spielniveau an der Universität empfand Kujawa eigener Aussage nach als „super-professionell“ und „vergleichbar mit Profi-Basketball in Deutschland“. Zu seinen Mannschaftskameraden an der University of Illinois gehörten spätere NBA-Spieler wie Kendall Gill, Nick Anderson und Kenny Battle. In seinen drei Spieljahren dort steigerte Kujawa seine Einsatzzeit und mehrere der wichtigsten statistischen Werte jeweils von Jahr zu Jahr. 1987/88 erzielte er im Schnitt 5,3 Punkte und 5,2 Rebounds je Begegnung.
1988 unterschrieb er einen Dreijahresvertrag bei Bayer 04 Leverkusen, zog sich in der Vorbereitung auf die Saison 1988/89 aber einen Bandscheibenvorfall zu. Von ärztlicher Seite wurde Kujawa empfohlen, seine Karriere im Leistungssport zu beenden. Kujawa entschied sich zu einer konservativen Behandlung und kehrte im Dezember 1988 aufs Spielfeld zurück. Mit Bayer unter Trainer Jim Kelly wurde er deutscher Vizemeister und erreichte das Endspiel im DBB-Pokal, verlor dieses mit Leverkusen jedoch ebenfalls gegen Steiner Bayreuth. Da Leverkusens neuer Trainer Dirk Bauermann vornehmlich auf Gunther Behnke auf der Innenposition setzen wollte, verließ Kujawa die Rheinländer nach einem Jahr und 20 Bundesliga-Einsätzen im Leverkusener Hemd. Ein Wechsel zu Steiner Bayreuth platzte, da Leverkusen dem Titelverteidiger diese zusätzliche Verstärkung nicht gewähren wollte, Kujawa wurde vorerst an die BG Ludwigsburg verliehen. Zu Kujawas Stärken auf dem Feld gehörte sein Hakenwurf. Seine vier Ludwigsburger Jahre nannte er später „die beste Zeit meiner Karriere“. In dieser Zeit gelang ihm mit der Mannschaft in den Spielzeiten 1991/92 und 1992/93 jeweils der Einzug ins Halbfinale um die deutsche Meisterschaft sowie 1992 zudem in die Endspiele (Hin- und Rückspiel) um den DBB-Pokal. 1991 und 1992 wurde Kujawa jeweils als Sportler des Jahres der Stadt Ludwigsburg ausgezeichnet.
Anschließend spielte er für den Bundesligisten SSV Ratiopharm Ulm 1846, mit dem er in den Spieljahren 1993/94, 1994/95 und 1995/96 jeweils das Bundesliga-Viertelfinale erreichte. Mit Ulm gewann er 1996 den deutschen Basketball-Pokal, im Endspiel gegen Leverkusen erzielte Kujawa 15 Punkte sowie elf Rebounds. 1997 schloss er sich dem SV Oberelchingen an. Kujawa trug dazu bei, dass die Elche in der Saison 1998/99 in der Bundesliga ebenfalls in die Runde der besten acht Mannschaften vorstießen. 1999 ging er zur BG Ludwigsburg zurück, stieg mit der Mannschaft unter der Leitung von Trainer Peter Schomers (einem früheren Mitspieler Kujawas) in der Saison 1999/2000 von der Regionalliga in die 2. Bundesliga auf, bevor er 2001 seine Basketballkarriere beendete. Mit allen vier Bundesligavereinen, bei denen er unter Vertrag stand, nahm Kujawa auch an Europapokalwettbewerben teil. In der Bundesliga erzielte er insgesamt 4290 Punkte.
Während seiner Zeit als Berufsbasketballspieler erwarb er in einem Zweitstudium an der Fernuniversität Hagen einen Abschluss im Fach Betriebswirtschaftslehre, ab 1990 arbeitete Kujawa im Bankwesen und gab zudem seine Basketballerfahrung als Jugendtrainer weiter. „Die Doppelbelastung war zwar im Grenzbereich, aber ich bin zu ehrgeizig für Freizeit“, sagte Kujawa 2010 gegenüber der Zeitung Schwarzwälder Bote.

### Nationalmannschaft
Kujawa absolvierte von seinem Debüt am 31. Mai 1986 bis zum letzten Einsatz am 4. Juli 1993 97 Einsätze in der deutschen Basketballnationalmannschaft. Er nahm an den Europameisterschaften 1987 und 1993 teil. Nach Olympia 1992 trat er als Nationalspieler zurück, wurde von Bundestrainer Svetislav Pešić aber kurz vor dem Beginn der Vorbereitung auf die Europameisterschaft 1993 zurückgeholt. Seine größten Erfolge waren der Gewinn der Basketball-Europameisterschaft 1993, zu der er nach den Absagen Uwe Blabs und Detlef Schrempfs erst nachträglich in den deutschen Kader rutschte, und die Teilnahme an den Olympischen Sommerspielen 1992 mit einem Spiel gegen das erste Dream Team. Bei Olympia 1992 blieb Kujawa ohne Punkte, während der EM 1993 kam er auf 2,5 Punkte pro Einsatz.

## Privatleben
Kujawa hat zwei Söhne aus seiner ersten Ehe mit einer US-Amerikanerin und eine Tochter aus zweiter Ehe. Das Vorhaben, im Anschluss an die Laufbahn als Berufsbasketballspieler in die Vereinigten Staaten zu ziehen, setzte er nicht um. Er wurde beruflich in Hamburg als Unternehmensberater mit dem Themenschwerpunkt Demografie/Zeitwertkonten tätig und ließ sich in Winsen in Niedersachsen nieder. Dem Basketballsport blieb er verbunden, indem er sich beim Hilfsverein Basketball Aid einbrachte.